# 马丁穆尼奥斯-德拉德埃萨
马丁穆尼奥斯-德拉德埃萨，是西班牙卡斯蒂利亚-莱昂塞戈维亚省的一个市镇。 总面积18平方公里，总人口199人（2001年），人口密度11人/平方公里。